# Cung Nhượng Vương
Cao Ly Cung Nhượng Vương (Hangul: 공양왕, chữ Hán: 恭讓王; 9 tháng 3 năm 1345 – 17 tháng 5 năm 1394, trị vì 1389 – 1392) là quốc vương thứ 34 và cuối cùng của Cao Ly. Ông bị Lý Thành Quế lật đổ, người mà sau đó thành lập nên vương triều Triều Tiên. Ông có tên húy là Vương Diêu (hoặc Dao; 왕요, 王搖)
Cung Nhượng Vương là hậu duệ đời thứ 7 của Cao Ly Thần Tông, là con trai của Vương Huân (왕균). Năm 1389, những người ủng hộ của Lý Thành Quế đã truất ngôi Xương Vương và đưa Cũng Nhượng Vương lên thay thế. Bè cánh này mới chính là những người nắm quyền trong thời gian trị vì ngắn ngủi của Cung Nhượng, bao gồm cả việc hành thích hai vị vua trước đó là U Vương và Xương Vương.
Sau khi ám sát Trịnh Mộng Chu, người ủng hộ chính yếu cuối cùng của các vua Cao Ly, Cung Nhượng Vương bị lật đổ và triều đại Cao Ly đi đến hồi kết. Ông cùng vợ bị Lý Thành Quế sát hại tại Giang Hoa.

## Gia quyến
- Cha: Diên Đức Phủ viện đại quân Vương Huân (연덕부원대군 왕훈, 延德府院大君 王塤).
- Mẹ: Quốc đại phi Vương thị (국대비 왕씨, 國大妃王氏), chắt nội của Cao Ly Trung Liệt Vương.

- Vợ: Lư Thuận phi (노순비, 順妃盧; ? – 1394), con gái của Lư Chân (盧稹), bị giết cùng Nhượng Vương.
- Con cái:
  1. Định Thành quân Vương Thích (정성군 왕석, 定城君 王奭; ? – 1394), vợ là Lý phu nhân, đều bị giết.
  2. Túc Ninh Cung chúa (숙녕궁주, 肅寧宮主), lấy Vương Tập (왕집, 王緝).
  3. Trinh Tín Cung chúa (정신궁주, 貞信宮主; ? – 1421), lấy Vũ Thành Phạm (우성범, 禹成範).
  4. Kính Hòa Cung chúa (경화궁주, 敬和宮主), lấy Khương Hoài Quý (강회계, 姜淮季).